# 曾曰琇
曾曰琇（？—？），中國清朝官員，本籍中國江西。曾曰琇於1767年（乾隆32年）接替趙愛，於台灣擔任台灣府台灣縣知縣。管轄約今台灣南部之嘉義縣、嘉義市、台南縣、市全境及高雄縣部份區域。該區域面積約為4500平方公里，也是清治時期台灣島之漢人集中地所在。1769年，因台灣黃教民變被革職，後改判調署江蘇元縣知縣。
| 前任： 趙愛 | 台灣府台灣縣知縣 1767年上任 | 繼任： 王右弼 |